# Узвіз Замковий (Черкаси)
Замковий узвіз — вулиця у Черкасах, є однією з найстаріших вулиць міста.

## Опис
Вулиця спускається від з'єднання вулиць Дашковича і Вишневецького, поміж двох пагорбів верхньої частини міста і до Долини Троянд.

## Історія
До революції вулиця називалась Старобазарною. Вона була центральною магістраллю цього району і однією з найупорядкованіших вулиць Подолу. Спочатку вулиця була дуже короткою — всього один квартал завдовжки. Згодом, у другій половині ХІХ ст., в період активної забудови міста в бік річки, вона протягнулась ще на один квартал житлового масиву. Його перетинала окрема вулиця Дніпровська. У 1899 р., коли в Черкасах була введена нумерація будинків Старобазарну продовжили до Дніпра, а назву Дніпровська дали новій вулиці, яка водночас стала і захисною дамбою впродовж річки. На Старобазарній на той час нараховувалось понад п'ятнадцять добротних кам'яних будинків, частина яких була зруйнована в роки Другої світової війни. В період намиву берега нового моря в 60-х роках другий придніпровський квартал був знесений, і до наших днів зберігся лише узвіз.

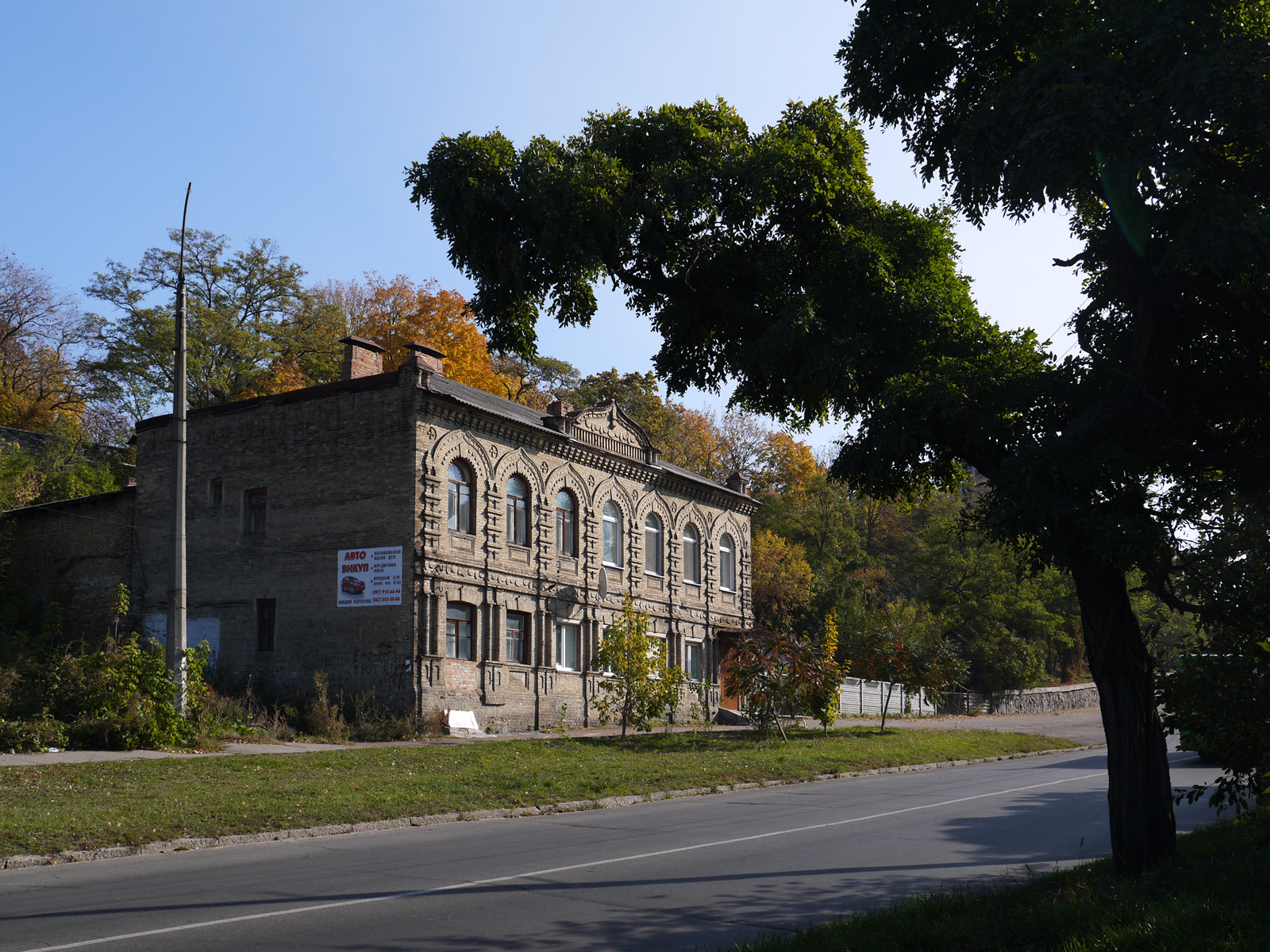
Будинок Школьникова, житловий будинок, Замковий узвіз, 9

В будинках на Старобазарній вулиці мешкали черкаські купці і підприємці: Школьников, Куперштейн (їхні будівлі збереглися), Ципін, Гроссе, Смолюк, Гольштейн, ковалі Херсонський, Глухий, Гончаров, лікарі, грабарі.
Забудовувалася вулиця на початку 19 століття спочатку глинобитними хатинами під солом'яними стріхами, а згодом (після 60-х років XIX ст.) з'явились кам'яні будівлі. Міська дума охоче давала дозвіл на забудову вулиці.
Після першого кварталу Старобазарну перетинала широка вулиця Шолом-Алейхема (раніше вона складалась з двох вулиць — Єврейської і Червоної, нині це одна — набережна ім. Ю. Гагаріна). Внизу, навпроти гімназії, знаходився тупиковий провулок Шаталінський, де раніше містився невеличкий цегельний завод Погрібного, а нижче — Ратницький (тепер Робітничий) провулок. На розі вулиць Старобазарної та Єврейської містився базарний майдан, де були обладнані торгові ряди. Після того, як в горішній частині міста з'явився новий базар біля Миколаївської церкви, базар внизу дістав назву Старого. Звідси й пішла назва межуючої вулиці — Старобазарна. Старий базар існував до 50-х років ХХ століття.
У 1935 році Старобазарна вулиця була перейменована на честь Куйбишева. Ця вулиця пов'язана з історією Дніпровської військової Флотилії. У 1919—1920 роках в будинку підприємця Гольштейна містився напівекіпаж флотилії, а з 1944 по 1947 року в чотирьох будинках вулиці розташовувались штаб, різні служби та майстерня 10-го особого рятувального суднопідйомного загону флотилії на чолі з капітаном 3-го рангу М. О. Ховріним. На Дніпрі стояли спеціальні судна загону, бронекатери, тральщики тощо.
На розі вулиць Замковий узвіз і Гагарїна зберігся будинок купця Куперштейна. У 20-х роках тут містилась 2-а міська дільниця міліції, потім — лозомеблева артіль, а перед війною — студентський гуртожиток фельдшерсько-акушерського технікуму. З 1944 р. на першому поверсі будинку розміщувалась служба повітряного спостереження і зв'язку 10-го загону флотилії, а на другому поверсі був гуртожиток морякїв-дніпровцїв. Пізніше в будинку після реконструкції поселилися люди, які проживають там і дотепер.
В 80-і роки другий квартал вулиці знесено. Після війни тут містилась майстерня артілі «Трудовик». У 1944 році робітники артілі виготовили перший дерев'яний пам'ятник у вигляді постаменту та моделі невеликого танку для братської могили у Пролетарському парку.
В будинку коваля Херсонського перед війною і в повоєнний період містився дитячий садок № 12 деревообробного комбінату, завідувачкою якого деякий час була дитяча письменниця Л. М. Письменна.
На Старобазарній у свій час жили Д. М. Макушев — один із організаторів спортивно-театральних гуртків «Синя блуза», І. А. Квітницький — перший наставник олімпійського чемпіона Андрія Хміча, видатний український і російський художник-графік В. Д. Замирайло та інші.
З 1992 року вона перейменована на Замковий узвіз, її впорядкували. В кінці вулиці на березі водосховища обладнали красиву Долину троянд — місце відпочинку черкасців.

## Визначні об'єкти
- Будинок Куперштейна (узвіз Замковий, 1)
- Будинок Школьникова (узвіз Замковий, 9)
- Чоловіча міністерська гімназія (Черкаси), (узвіз Замковий, 26)